# Лиза Боева
Лиза Боева е българска филмова режисьорка и сценаристка. Членка е на Европейската филмова академия.

## Биография
Елизавета (Лиза) Боева е родена на 22 август 1978 г. в София в семейството на инженери - Любов и Пламен Боеви. Има по-малък брат - Борис Боев, доктор по история, отличен с Първа награда "Пайсий Хилендарски" от Съюза на учените в България, с Трета награда "Млад учен на годината" (2022 г.).
Завършва средното си образование в Националния учебен комплекс по култура с лицей за изучаване на италиански език и култура през 1997 г. В периода 1999 – 2003 учи в Санктпетербургския държавен университет, Русия (защитава магистратури по специалностите "Журналистика" и "История на изкуството"). В периода 2001 – 2006 изучава филмова и телевизионна режисура в НАТФИЗ "Кр. Сарафов" (клас на проф. Георги Дюлгеров и проф. Светослав Овчаров). Дипломира се с филма "13 кратки опуса за голям екран".
В периода 2003-2006 работи като лектор по история на изобразителното изкуство в Европа и Америка (фокус: Италиански и Северен Ренесанс). От 2011 г. е щатен преподавател в НБУ (департамент "Кино, реклама и шоубизнес"). През 2011 г. получава научна степен "Доктор" (дисертация на тема "Американските битници и хипита"); през 2016 г. получава университетска степен "Доцент". Води авторски курсове "Филмов анализ", "Американската литература и кино" и др.  
Сценаристка и режисьорка на документални и игрални филми, отличени с международни награди. Сред тях: "Лятото на Мона Лиза" (филмът е закупен за показ от БНТ), "Аз бях Джек Керуак", "Уилям Шекспир: най-известният човек, който никога не е съществувал" (премиерата на филма е в зала "България" в рамките на юбилейния спектакъл на Ицко Финци "Светът е сцена"; филмът е откупен за показ от БНТ). 
През 2017 г. съвместно с актьора Ицко Финци създава творческото обединение "Филизи 33" - образователна платформа по изкуства за деца и възрастни. Автор и лектор е на онлайн курсове по литература и изобразително изкуство: Италиански и Северен Ренесанс, Йеронимус Бош, Питер Брьогел Стари, Франц Кафка, Руска класическа литература, Оскар Уайлд и др.
Режисьорка, лектор в театрални спектакли-лекции (с участието на Ицко Финци): "Кой уби Ромео и Жулиета?" (2018 г., Сити Марк Арт Център), "Черният квадрат на Малевич" (2021 г., Малък градски театър "Зад канала") , "Майстора и Маргарита". Булгаков и властта" (2022 г., Малък градски театър "Зад Канала").
Режисьорка е на спектакъла "Светът е сцена – Юбилеен спектакъл на Ицко Финци", 11 октомври 2018, Зала "България" (с участието на Георги Михайлов, диригент Найден Тодоров). Режисьор на спектакъла "Юбилей на Ицко Финци", 25 април 2023 (НДК, зала "Азарян"). Режисьор на моноспектакъла на Ицко Финци "От моя гледна точка" (21 декември 2024 г., НДК, зала "Азарян").
Авторка е на статии, анализи, критически очерци, свързани с историята на изкуствата. 
Създателка и водеща е на YouTube канала "Филизи 33".
Авторка е на няколко книги.
През 2011 г. се омъжва за актьора Ицко Финци. През 2017 г. се ражда дъщеря им.

## Филмография
- "Боси" (2004)
- "Тринадесет кратки опуса за голям екран" (2006)
- "Вера" (2012)
- "Космос" (2013)
- "Лятото на Мона Лиза" (2013)
- "Магарешка опашка" (2014)
- "Аз бях Джек Керуак" (2014)
- "Магьосникът от Оз" (2015)
- "Ваканция без ваканция" (2015)
- "Уилям Шекспир. Откъси от пиеси" (2016)
- "Уилям Шекспир: най-известният човек, който никога не е съществувал" (2018)
- "Градина на земните удоволствия. Рай" (2023)

## Лекции
- Лекция: Селинджър и играта с читателя в
- Лекция: Франц Кафка. Човекът и властта.
- Лекция: Двама безумци: Кафка и Хармс
- Лекция-спектакъл: "Майстора и Маргарита". Булгаков и властта (МГТ "Зад канала")
- Лекция: Dark Academia - 15 главни характеристики
- Лекция: Данте Алигиери. Пътят към Рая

## Избрани интервюта
- Ицко Финци и Лиза Боева в „Извън играта“, БНТ
- Книгата за Шекспир - в-к 24 часа
- "По-добре цяла година Данте, отколкото...", в-к Дневник
- БНТ, "Денят започва с Георги Любенов"
- Списание "Diva"
- БНТ, "Панорама"
- Списание "Капитал"